# Luis Benedit
Luis Fernando Benedit (Buenos Aires, 1937 - 12 de abril de 2011) fue un artista plástico, diseñador y arquitecto argentino.
Ingresó a la facultad de Arquitectura en la Universidad de Buenos Aires en 1956.
Su obra se sitúa en los orígenes del informalismo y las manifestaciones más recientes del arte experimental. Su primera etapa la centra en la pintura como modo de expresión, entre los años 1959 y 1962. Egresa de la Universidad con un proyecto premiado en 1963.
Tiene influencias del informalismo y particularmente en el art brut (tendencia dentro del informalismo) el creador del cual fue: Jean Dubbufet; este define al art brut como "Dibujos, pinturas, labores de arte de todo tipo que emanan de personalidades oscuras, de maníacos, que provienen de impulsos espontáneos, animados por la fantasía, por el delirio incluso y extraños a los caminos trillados del arte catalogado". Estas personalidades son individuos que se mantienen al margen de la sociedad, tales como internos de hospitales psiquiátricos, niños, autodidactas, solitarios, inadaptados o ancianos.
El proceso histórico de Benedit comienza luego de la posguerra, el cual consiste en transformar la ética y la estética en los procesos de la creación. Se nota una notable influencia del grupo "Cobra", el cual tomaba líneas poéticas diversas y elementos del arte popular, muy sobresaliente en sus obras. En 1961 hace su primera exposición en la Galería Lirolay, Buenos Aires. 
En 1963 viaja a España, donde se especializa en arquitectura y pintura, la pintura cambia en una expresión muy cercana al Pop, con tonos planos y formas sintéticas. Surge, en forma simbólica, la temática del campo, generándose una visión narrativa de la imagen. 
En 1966 expone en la Galería Rubbers. En ese mismo año regresa al España y junto con Vicente Maritta, crea la ambientación Barba azul, para el MALBA (Museo de Arte Moderno de Buenos Aires). Donde combinó esmaltes volumétricos sobre chapa y ambientación sonora con las esculturas en cemento de Marotta.
En 1967 es becado por el gobierno italiano para estudiar diseño de paisajes con el maestro Francesco Fariello. Sus intereses cambian y se amplían hacia lo biológico y el crear obras con seres vivos en ellas. En 1968 regresa a Buenos Aires donde continúa trabajando como arquitecto y artista plástico y exhibe en el Museo de Bellas Artes la muestra "Materiales, nuevas técnicas, nuevas expresiones", siendo una serie de objetos de la naturaleza orgánica e inorgánica realizados con vidrio, agua y peces vivos, siendo este su primer hábitat artificial A partir de este, siguió la exposición Microzoo, en Galería Rubbers, donde también expone distintos hábitats para plantas, insectos y animales ( tortugas, peces, hormigas, gatos y abejas).
En 1969 participa en la muestra Arte y cibernética, que fue organizada por Jorge Glusberg con el propósito de exhibir diseños por computadora. En 1970 presenta en la Bienal de Venecia, el Biotrón, con la colaboración de los científicos Antonio Battro y Josué Núñez, incluso del propio Glusberg.
En 1971 participa en la exposición de Arte de sistemas, antesala del despliegue conceptualista de un grupo de formación, donde exhibe su Laberinto Invisible, donde el espectador circula por un recorrido formado por un juego de espejos, alarmas sonoras y sensores. Forma parte del Grupo de los 13, liderado por Gluberg en el Centro de Arte y Comunicación (CAYC). De este grupo formara parte desde la primera muestra hasta la última en 1994. 
En 1972 es invitado a exponer en el Museo de arte de Nueva York (MoMA), donde presenta el segundo hábitat más conocido Fiotrón, un sistema de cultivo hidropónico cuyos diseños son adquiridos por el museo. En 1977 participa en el envío del Grupo de los 13 a la Bienal de San Pablo, donde el grupo obtiene el Gran Premio Itamaraty. 
En su obra "Trompos" de 1976 ilustra una ley física entre el comportamiento de los cuerpos y el material del que están constituidos. En 1978 pinta diversas obras como "Caja de maíz", "Taba", "Cuchillo", "Caja de alambrado", etc, que reflejan el avance en los sistemas tecnológicos y cómo influye en la sociedad del campo argentino. En 1979 recibe el premio Benson & Hedges al nuevo grabado y dibujo argentino.
En 1979 ganó junto a Jacques Bedel y Clorindo Testa el concurso del Centro Cultural Recoleta de Buenos Aires para remodelar el edificio histórico que sirvió de convento, cárcel y asilo. El eclecticismo estructural del edificio será explotado en el desarrollo de la obra. "Aparte de la diversidad de estilos, uno también le puede agregar a ese caldo arquitectónico, las ruinas de Pompeya, observatorios astronómicos de la India, las fachadas napolitanas coloradas y grises, las escaleras de hierro de la época de los rusos de 1920, las marquesinas de fierro y vidrio de principios del siglo, y las cosas contemporáneas",
Recibió un Premio Konex en cada edición que se hizo de estos galardones referidos a las Artes Visuales, en 1982, 2002 y 2012 (post mortem) con un Diploma al Mérito como uno de los 5 mejores de la década y en 1992 con el Konex de Platino como el mejor, ubicándolo como uno de los artistas más importantes de la historia en la Argentina.

## Obras
- "Proyecto juguete",1962, acuarela, 0,57 ×0,76 m, colección privada
- "Homenaje a Fabre Nº 6", 1962, lápiz y acuarela, 0,80 × 0,60 m, colección privada
- "Biotron".1970.  Instalación realizada en el contexto de la XXXV Bienal de Venecia.  La instalación incluía panales de abejas vivas y flores artificiales que segregaban néctar.. Presentó 4.000 abejas que vivían en un padre de flores artificiales, estaba instalada en una sala, la colmena y las flores estaban comunicadas con los jardines exteriores que rodeaban el edificio. Las abejas se alimentaban a través de envases de acrílico con formas florales pero eficaces.
- "Fiotrón”, 1972. Estructura en aluminio y acrílico transparente, especie de invernadero o cámara científica. Un cultivo hidorpónico: es una plantación de vegetales que esta sobre un suelo de roca volcánica, que recibe periódicamente una solución de nutrientes que se drena y recicla el agua que se usa, entre 200 litros de agua y minerales, que siguen circulando de manera mecánica y automática. Unas lámparas mezcladoras son las fuentes de luz, esto asegurando la fotosíntesis. Así Fiotrón es una máquina eficaz para el desarrollo de la producción agrícola.
- "Proyecto juguete Nº14", 1977, acuarela, 0,57 × 0,76 m, colección privada
- "Proyecto juguete Nº 10", 1977, acuarela y lápiz sobre papel, 0,64 × 0,50 m. Museo Nacional de Bellas Artes, Buenos Aires